# Belarussischer Fußballpokal 2016/17
Der Belarussische Fußballpokal 2016/17 war die 26. Austragung des belarussischen Pokalwettbewerbs der Männer. Das Finale fand am 28. Mai 2017 im Njoman-Stadion von Hrodna statt. Titelverteidiger FK Tarpeda-BelAS Schodsina schied im Viertelfinale gegen den FK Sluzk aus. Pokalsieger wurde der FK Dinamo Brest, der sich im Finale gegen den FK Schachzjor Salihorsk durchsetzte.

## Modus
Im Gegensatz zur Liga wurde der Pokal im Herbst-Frühjahr-Rhythmus ausgetragen. Bis zum Achtelfinale wurden die Begegnungen in einem Spiel ausgetragen. Bei unentschiedenem Ausgang wurde zur Ermittlung des Siegers eine Verlängerung gespielt. Stand danach kein Sieger fest, folgte ein Elfmeterschießen. Ab dem Viertelfinale wurden die Sieger in Hin- und Rückspiel ermittelt. Der Pokalsieger qualifizierte sich für die UEFA Europa League.
Ursprünglich war für das Turnier eine Vorrunde vorgesehen, an der die Sieger des Regionalpokals und Mannschaften der dritten Liga teilnehmen sollten. Aufgrund der Verkleinerung der zweiten Liga (von 16 auf 14) und dritten Liga (von 20 auf 13), sowie die Weigerung der Vertreter aus den Regionen Homel und Hrodno, entfiel diese Runde.

## Teilnehmende Teams
| Wyschejschaja Liha (16) | Perschaja Liha (14) | Druhaja Liha (13) | Amatarskaja Liha (4)                                                   |
| --- | --- | --- | ---------------------------------------------------------------------- |
| - BATE Baryssau - Belschyna Babrujsk - FK Dinamo Brest - FK Haradseja - FK Njoman Hrodna - FK Hranit Mikaschewitschy - FK Islatsch - FK Krumkatschy Minsk - FK Minsk - FK Dinamo Minsk - Naftan Nawapolazk - FK Schachzjor Salihorsk - FK Slawija-Masyr - FK Sluzk - FK Tarpeda-BelAS Schodsina - FK Wizebsk | - FK Aschmjany - FK Baranawitschy - Chimik Swetlahorsk - FK Homel - Homeltschyhuntras Homel - FK Lida - FK Lutsch Minsk - Dnjapro Mahiljou - FK Orscha - FK Slonim - FK Smaljawitschy-STI - FK Smarhon - Swjasda BHU Minsk - FK Tarpeda Minsk | - FK Assipowitschy - DjuSSch-DSK Homel - FK Klezk - FK Mantaschnik Masyr - Maladsetschna DjuSSch-4 - FK Njoman-Ahro Stoubzy - FK Rahatschou-MK - Sabudowa-Stroj Tschysz - JuAS-DJuSSch Schytkawitschy - Tarpeda Mahiljou - Wertikal Kalinkawitschy - Wiktorija Marjina Horka - FK Wolna Pinsk | - FK Horki - Prypjaz Alschany - FK Sjanno - SDJuSchAR-MTZ-Sjabar Minsk |

## 1. Runde
Teilnehmer war 13 Teams der zweiten Liga, 13 Teams der dritten Liga und die 4 Amateurvereine, die sich über den regionalen Pokal qualifiziert hatten. Die unterklassigen Teams hatten Heimrecht.
| Datum      |                                   | Ergebnis  |                              |
| ---------- | --------------------------------- | --------- | ---------------------------- |
| 10.06.2016 | SDJuSchAR-MTZ-Sjabar Minsk (A)    | 0:7       | FK Slonim (II)               |
| 11.06.2016 | FK Mantaschnik Masyr (III)        | 2:3       | FK Smaljawitschy-STI (II)    |
| 11.06.2016 | FK Horki (A)                      | 1:5       | FK Wolna Pinsk (III)         |
| 11.06.2016 | FK Klezk (III)                    | 1:5       | Chimik Swetlahorsk (II)      |
| 11.06.2016 | FK Njoman-Ahro Stoubzy (III)      | 2:1       | FK Aschmjany (II)            |
| 11.06.2016 | Wertikal Kalinkawitschy (III)     | 2:1       | Dnjapro Mahiljou (II)        |
| 11.06.2016 | JuAS-DJuSSch Schytkawitschy (III) | 0:7       | FK Orscha (II)               |
| 11.06.2016 | Sabudowa-Stroj Tschysz (III)      | 0:1       | FK Lida (II)                 |
| 11.06.2016 | FK Sjanno (A)                     | 3:0       | FK Lutsch Minsk (II)         |
| 11.06.2016 | FK Rahatschou-MK (III)            | 2:7       | FK Baranawitschy (II)        |
| 11.06.2016 | FK Assipowitschy (III)            | 1:2 n. V. | Homeltschyhuntras Homel (II) |
| 11.06.2016 | Wiktorija Marjina Horka (III)     | 0:5       | FK Smarhon (II)              |
| 11.06.2016 | Maladsetschna DjuSSch-4 (III)     | 0:2       | FK Homel (II)                |
| 11.06.2016 | DjuSSch-DSK Homel (III)           | 0:4       | FK Tarpeda Minsk (II)        |
| 12.06.2016 | Prypjaz Alschany (A)              | 0:1       | Tarpeda Mahiljou (III)       |

## 2. Runde
Teilnehmer waren die 15 Sieger der ersten Runde, die 16 Mannschaften der Wyschejschaja Liha 2016 und mit Swjasda BHU Minsk ein weiterer Zweitligist. Die unterklassigen Teams hatten Heimrecht.
| Datum      |                               | Ergebnis              |                                |
| ---------- | ----------------------------- | --------------------- | ------------------------------ |
| 06.07.2016 | FK Orscha (II)                | 0:4                   | FK Minsk (I)                   |
| 06.07.2016 | FK Slonim (II)                | 0:2                   | FK Dinamo Brest (I)            |
| 07.07.2016 | FK Njoman-Ahro Stoubzy (III)  | 0:5                   | FK Njoman Hrodna (I)           |
| 08.07.2016 | Swjasda BHU Minsk (II)        | 0:0 n. V. (2:3 i. E.) | FK Haradseja (I)               |
| 08.07.2016 | FK Smaljawitschy-STI (II)     | 0:1                   | FK Wizebsk (I)                 |
| 09.07.2016 | Chimik Swetlahorsk (II)       | 0:4                   | FK Sluzk (I)                   |
| 09.07.2016 | FK Smarhon (II)               | 3:0                   | FK Hranit Mikaschewitschy (I)  |
| 09.07.2016 | FK Sjanno (A)                 | 0:1                   | Naftan Nawapolazk (I)          |
| 09.07.2016 | FK Baranawitschy (II)         | 3:2 n. V.             | Belschyna Babrujsk (I)         |
| 09.07.2016 | FK Wolna Pinsk (III)          | 0:4                   | FK Tarpeda-BelAS Schodsina (I) |
| 09.07.2016 | Homeltschyhuntras Homel (II)  | 2:1                   | FK Krumkatschy Minsk (I)       |
| 10.07.2016 | FK Tarpeda Minsk (II)         | 0:2                   | FK Slawija-Masyr (I)           |
| 26.07.2016 | Wertikal Kalinkawitschy (III) | 1:6                   | FK Islatsch (I)                |
| 01.09.2016 | FK Homel (II)                 | 0:1                   | FK Dinamo Minsk (I)            |
| 06.09.2016 | FK Lida (II)                  | 0:2                   | FK Schachzjor Salihorsk (I)    |
| 14.09.2016 | Tarpeda Mahiljou (III)        | 0:4                   | BATE Baryssau (I)              |

## Achtelfinale
Teilnehmer waren die 16 Sieger der zweiten Runde.
| Datum      |                                | Ergebnis              |                             |
| ---------- | ------------------------------ | --------------------- | --------------------------- |
| 21.09.2016 | FK Baranawitschy (II)          | 2:3 n. V.             | FK Minsk (I)                |
| 21.09.2016 | FK Sluzk (I)                   | 3:0                   | FK Smarhon (II)             |
| 21.09.2016 | FK Haradseja (I)               | 0:0 n. V. (1:4 i. E.) | FK Dinamo Minsk (I)         |
| 21.09.2016 | FK Dinamo Brest (I)            | 2:1                   | Naftan Nawapolazk (I)       |
| 21.09.2016 | FK Tarpeda-BelAS Schodsina (I) | 2:1                   | FK Wizebsk (I)              |
| 21.09.2016 | BATE Baryssau (I)              | 4:2                   | FK Islatsch (I)             |
| 21.09.2016 | FK Njoman Hrodna (I)           | 1:2 n. V.             | FK Schachzjor Salihorsk (I) |
| 21.09.2016 | Homeltschyhuntras Homel (II)   | 0:0 n. V. (3:0 i. E.) | FK Slawija-Masyr (I)        |

## Viertelfinale
| Datum          |                                | Gesamt    |                             | Hinspiel | Rückspiel |
| -------------- | ------------------------------ | --------- | --------------------------- | -------- | --------- |
| 12./18.03.2017 | FK Lokomotiv Homel (I)         | 1:5       | FK Schachzjor Salihorsk (I) | 0:3      | 1:2       |
| 12./18.03.2017 | FK Dinamo Minsk (I)            | (a)2:2(a) | FK Dinamo Brest (I)         | 2:2      | 0:0       |
| 15./19.03.2017 | FK Tarpeda-BelAS Schodsina (I) | 1:2       | FK Sluzk (I)                | 1:0      | 0:2       |
| 15./19.03.2017 | FK Minsk (I)                   | 1:3       | BATE Baryssau (I)           | 0:1      | 1:2       |

## Halbfinale
| Datum          |                     | Gesamt |                             | Hinspiel | Rückspiel |
| -------------- | ------------------- | ------ | --------------------------- | -------- | --------- |
| 05./26.04.2017 | FK Sluzk (I)        | 2:3    | FK Schachzjor Salihorsk (I) | 1:2      | 1:1       |
| 05./26.04.2017 | FK Dinamo Brest (I) | 2:1    | BATE Baryssau (I)           | 2:0      | 0:1       |

## Finale
| Paarung                 | FK Dinamo Brest – FK Schachzjor Salihorsk |
| Ergebnis                | 1:1 n. V. (1:1, 0:0), 10:9 i. E. |
| Datum                   | 28. Mai 2017 |
| Stadion                 | Njoman-Stadion, Hrodna |
| Zuschauer               | 8.479 |
| Schiedsrichter          | Aljaksej Kulbakou |
| Tore                    | 0:1 Wital Lissakowitsch (69.) 1:1 Aljaksej Ljahtschylin (82.) Elfmeterschießen: 1:0 Dsmitryj Alisejka 1:1 Pawel Rybak 2:1 Leandro Torres 2:2 Edhar Aljachnowitsch 3:2 Pawel Sjadsko 3:3 Wital Lissakowitsch 4:3 Dickson Afoakwa 4:4 Mikalaj Janusch 5:4 Joel Fameyeh 5:5 Ljuban Crepulja 6:5 Aljaksej Ljahtschylin 6:6 Ihar Burko 7:6 Andrej Lebedseu 7:7 Sjarhej Mazwejtschyk 8:7 Maksim Witus 8:8 Juryj Kawaljou 9:8 Adrian Avrămia 9:9 Illja Aleksijewitsch 10:9 Dsmitryj Masaleuski Aljaksej Januschkewitsch (gehalten) |
| FK Dinamo Brest         | Jérémy Malherbe – Dsmitryj Alisejka, Adrian Avrămia, Andrej Lebedseu, Maksim Witus – Aljaksej Ljahtschylin, Mikita Bukatkin (77. Pawel Sjadsko), Maksim Tschysch (74. Dsmitryj Masaleuski), Chidi Osuchukwu (106. Dickson Afoakwa) – Leandro Torres, Joel Fameyeh. Cheftrainer: Uladsimir Schurawel |
| FK Schachzjor Salihorsk | Uladsimir Buschma – Ihar Burko, Aljaksej Januschkewitsch, Pawel Rybak , Sjarhej Mazwejtschyk – Edhar Aljachnowitsch, Ljuban Crepulja, Dražen Bagarić (76. Juryj Kawaljou), Illja Aleksijewitsch – Pyry Soiri (52. Wital Lissakowitsch), Dsjanis Lapzeu (81. Mikalaj Janusch). Cheftrainer: Aleh Kubareu |
| Gelbe Karten            | Leandro Torres, Adrian Avrămia, Pawel Sjadsko, Maksim Witus – Uladsimir Buschma, Sjarhej Mazwejtschyk, Pawel Rybak |